# Swire Group
John Swire & Sons Limited (LSE: SWRA
, HKEX: 0019 (A-aktier), HKEX: 0087 (B-aktier))er et diversificeret multinationalt konglomerat med hovedsæde i Hongkong. Virksomheden kontroller en række datterselskaber indenfor shipping, kølelagring, transport, fast ejendom og fødevareaktiviteter. Taikoo (太古) er det kinesiske navn for Swire. Det kinesiske navn fungerer desuden som mærke for koncernens produkter så som Taikoo Cube Sugar og Taikoo Shing.

## Historie
Swire Groups privatejede moderselskab er John Swire & Sons Limited. Swire Group blev etableret af John Swire (1793–1847) og begyndte i det beskedne Liverpool i begyndelsen af 1800-tallet. I 1861 begyndte John Swire & Sons Limited at handle med Kina gennem agententuret Augustine Heard & Co. I 1866 i partnerskab med R.S. Butterfield, Butterfield & Swire var etableret i Shanghai. Fire år senere blev også åbnet en Hongkong-afdeling af Butterfield & Swire.
Fire år efter etableringen i Kina lukkede Butterfield & Swire alle sine kontorer i Kina. I 1974 skiftede Butterfield & Swire i Hongkong navn til John Swire & Sons (H.K.) Ltd.

## Koncernens forretningsområder
Swire Groups kerneforretninger i Hongkong drives af det børsnoterede selskab Swire Pacific Limited. Forretningsområderne kan inddeles i: Ejendom, luftfart, drikkevarer, marine-services, handel og industri. Swire Pacific Limited er børsnoteret på Hong Kong Stock Exchange som Swire Pacific Limited HKEX: 0019 (A-aktier) HKEX: 0087 (B-aktier). Swire Pacific er den største aktionær i Cathay Pacific, som er Hongkongs største flyselskab. I juli 2013 købte koncernen det skotske Biodiesel selskab Argent Energy (UK).
Swire Properties, som blev en del af koncernen i 1997, udvikler og administrerer erhvervs-, handels- og beboelsesejendommen, med særligt fokus på blandet benyttelse på gode beliggenheder ved trafikknudepunkter. Virksomhedens investeringsportefølje i Hongkong er på 1,66 millioner m2 etagemeter med Pacific Place, Island East som kerneaktiver. Udover Hongkong har virksomheden ejendomme i Kina, USA og Storbritannien. I Kina er ejendomsporteføljen på 1,2 millioner m2.. I 2008 etablerede virksomheden Swire Hotels som etablerer og administrerer urbane hoteller i Hongkong, Kina og Storbritannien.
Swire Pacific Offshore Holdings Limited (SPO) er et 100 % ejet datterselskab til Swire Pacific og det charterer fartøjer til støtte for offshore olie- og gasindustrien. Swire Pacific Offshore ejer en fløde på 69 offshore-fartøjer. The China Navigation Co. Ltd er shipping-divisionen i John Swire & Sons Ltd.
John Swire & Sons (Green Investments) Ltd 
John Swire & Sons (Green Investments) Ltd har overtaget den skotske biodiesel producent Argent Energy.
Argent Energy har 70 ansatte.

Swire driver desuden tapperivirksomhed i Coca-Cola-systemet. Virksomheden står bag Coca-Cola-tapninger i Hongkong, Taiwan, det meste af fastlands-Kina og 11 stater i USA.